# Eixample de poblacions a Espanya
L'eixample de poblacions a Espanya va començar a la darreria del segle xix, en plena Revolució industrial. El creixement demogràfic i les noves activitats industrials, calia molt espai, i arreu es van urbanitzar terrenys rurals als extramurs de les ciutats. Les antigues muralles que constrenyien les poblacions havien perdut la funció militar. Aquest creixement va permetre integrar els nous mitjans de transport com el ferrocarril alhora de resoldre els problemes de salubritat i higiene que presentaven moltes poblacions.
Un eixample és un terreny urbà que, de forma planificada generalment, es dedica a noves edificacions als afores d'una ciutat. L'habitual és usar la quadrícula per confeccionar una pauta senzilla bidimensional.
El menester d'eixamplar les ciutats va induir als governs a legislar aquest aspecte. El primer intent va ser el Projecte de Llei General per a la Reforma, Sanejament, Eixample i altres Millores de les Poblacions, proposat pel Ministre de Governació José de Posada Herrera el 1861 i rebutjat pel Senat. Establia la cessió gratuïta de vials, règim de parcel·les mínimes indivisibles, generalització del règim de llicències, compensació de beneficis i càrregues de la urbanització, edificació forçosa de solars, regulació de llindars, projecte tècnic i econòmic previ a tota urbanització, etc.
La primera Llei d'Eixample data de 1864 (29 de juny) assenyala que els Ajuntaments poden urbanitzar els terrenys, i poden expropiar el terreny per a vials i usos públics a la seva costa. Per rescabalar-los per aquestes responsabilitats l'Estat els cedeix la contribució territorial sobre la zona durant 25 anys.
El 1867 es consagra la tècnica planificadora amb el Reglament de la citada Llei d'Eixample, en el qual especifica la tècnica per executar el Pla d'Eixample, que ha de tenir Memòria, Plànols i Pla Econòmic que en garanteix la viabilitat. El 1876 es promulga una nova Llei d'Eixample de Poblacions que retoca alguns aspectes no bàsics.
El 1892 el sistema es fa definitiu amb una nova llei que regula els eixamples de Madrid i Barcelona i faculta al Govern per estendre-la a altres poblacions. Per aprovar cadascun d'aquests Planes Generals era necessària una Llei Especial.
Prenent com a referència aquestes lleis, el projecte de Bilbao i l'experiència pionera de l'Eixample de Barcelona dissenyat per Ildefons Cerdà, molts municipis van escometre eixamples: Madrid, València, Bilbao, Màlaga, Sant Sebastià, Lleó, Alcoi, Santander, Vitòria, Tarragona, Pamplona, Mataró, entre d'altres.
Els eixamples es caracteritzen per seguir una quadrícula de carrers regular amb el que solen presentar una imatge característica peculiar, per la rectitud i la homogeneïtat dels carrers. El primer pas solia consistir a aconseguir l'autorització de l'exèrcit per derrocar les muralles. La construcció solia ser lenta i al llarg del procés la regularitat de l'edificació i algunes de les normes no es respectaven. Els destinataris d'aquests eixamples era generalment la burgesia de la ciutat, atreta per un entorn de més qualitat. Amb freqüència els eixamples es van convertir en zones d'especulació, ja que els propietaris dels terrenys van obtenir beneficis fiscals, i en funció dels seus interessos van poder mantenir solars sense construir mentre que en altres zones se superava amb escreix l'edificabilitat prevista.

## Eixample de Barcelona

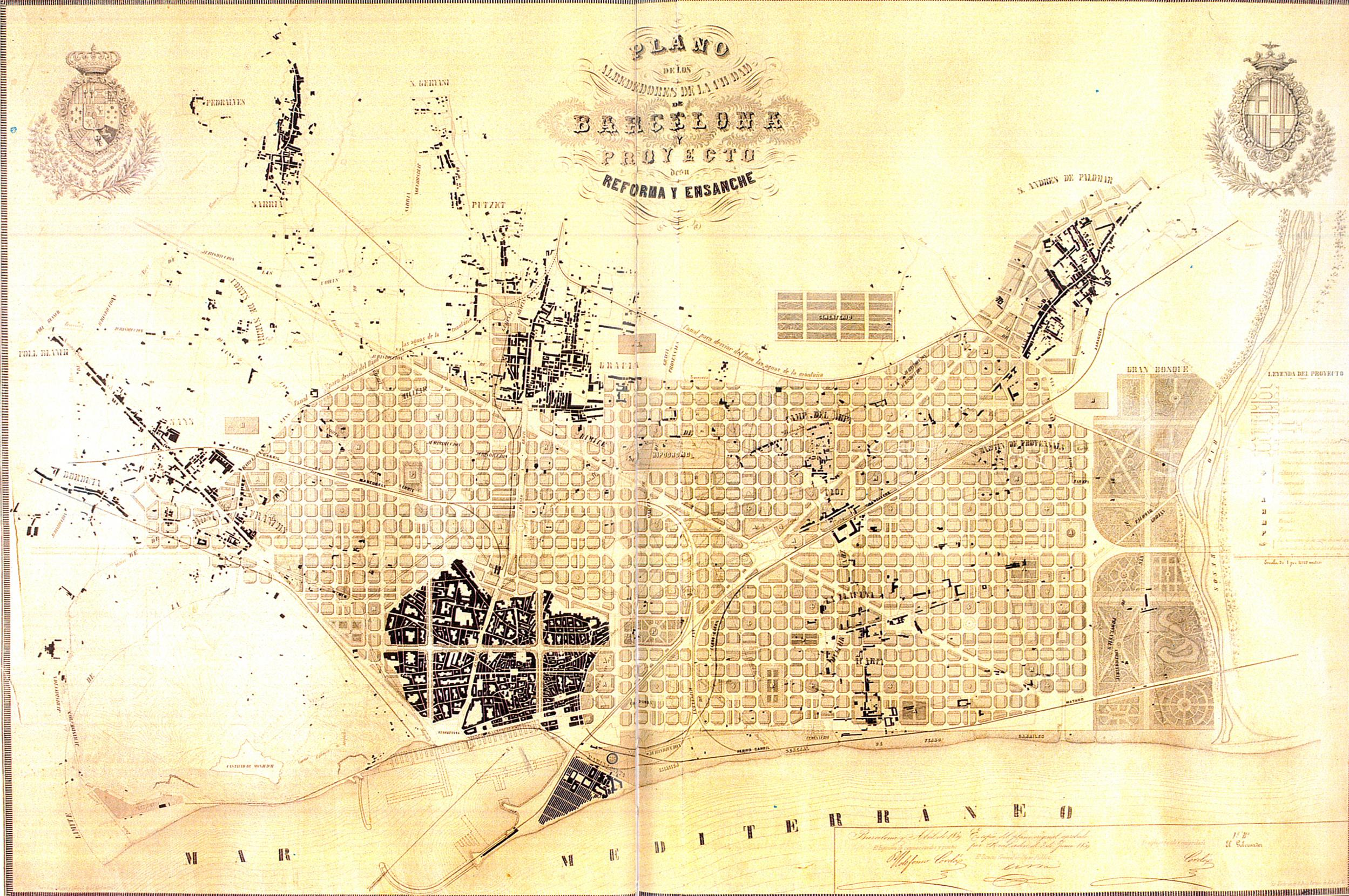
"Plan de los alrededores de la ciudad de Barcelona y del proyecto para su mejora y ampliación" d'Ildefonso Cerdá i Suñer, 1859. És el millor exemple dels eixamples vuitcentistes a Espanya.

El principal eixample executat a Espanya és el de Barcelona obra de l'enginyer Ildefons Cerdà, que va ser aprovat l'any 1859. Des de mitjan segle xix Barcelona tenia problemes de massificació a la ciutat històrica i tenia una apressant necessitat de guanyar nous espais.
La planificació de l'eixample va ser complicada des del seu començament. Els plans per enderrocar les muralles xocaven amb els interessos de l'Exèrcit, que a més va reclamar una compensació econòmica a canvi dels terrenys que ocupava. El 1854 es va autoritzar pel govern d'Espartero i Leopoldo O'Donnell l'enderrocament d'aquestes muralles i el Govern Civil va encarregar a Cerdà aixecar el mapa topogràfic i planificar l'eixample. Est va proposar un creixement il·limitat, plantejant l'eixample com una nova ciutat no articulada entorn del centre històric. Coincidint amb l'annexió a Barcelona de les poblacions d'Horta, Gràcia, Sants, Sarrià, etc., es va obrir un enorme espai que va permetre el ràpid creixement de la ciutat.
El 31 de maig de 1860 es va publicar el decret que va engegar el pla de Cerdà i el 4 de setembre la reina Isabel II va posar la primera pedra de la primera casa de l'Eixample. El traçat proposat consistia en una quadrícula de carrers que definien mansanes de 113 metres de costat amb cantonades aixaflanades. Aquestes mansanes havien d'estar edificades en dos o tres dels seus costats com a màxim. Els carrers tenien 20 m o 50 m d'ample. L'interior d'aquestes mansanes seria ocupat per jardins i es van preveure espais per serveis públics repartits de forma igualitària.
El 1863 es van construir els primers blocs de pisos a les mansanes aixaflanades, encara amb el rebuig de nombrosos estaments de la ciutat. Durant anys moltes carrers van romandre sense asfaltar, voreres, enllumenat ni nom, sent identificades per nombres, la qual cosa conferien un aspecte de provisionalitat a la zona. No obstant això el comerç i la industrialització de Catalunya estaven creant una classe burgesa que es va acomodar en el nou espai.
Finalment la densificació va acabar sent més gran de la qual es dissenyà inicialment, ja que es va edificar en els quatre costats de les mansanes, als patis interiors i es va augmentar el nombre de pisos, encara que es va mantenir el traçat ortogonal.

## Eixample de Madrid
Ja a la fi del segle xviii Jovellanos va proposar la compra de sòl en la perifèria de Madrid per urbanitzar-ho de forma racional i ampliar la ciutat. El 1846 Juan Merlo va presentar un nou projecte que també es va frustrar. El 1857 el Ministeri de Foment va ordenar l'estudi d'un eixample per Madrid sota la direcció de l'arquitecte i enginyer Carlos María de Castro i Carlos Ibáñez de Ibero. La memòria del pla va ser publicada El 1860. Se li va assenyalar un límit, que Castro va convertir en una ronda per a la nova ciutat.
Per primera vegada es va introduir la zonificació, delimitant els terrenys dedicats a la indústria, l'habitatge intensiu, zones de mitja densitat o parc urbanitzat. Tot això s'estén en un traçat ortogonal (de forma similar als treballs de Cerdà) amb orientacions Nord, Sud, Est i Oest i vies de diferents amplàries (30, 20 o 15 m) segons la seva jerarquia.
No obstant això presentava algunes diferències amb el pla de Cerdà para Barcelona, com el fet que tenia una extensió limitada, presentava una clara zonificació, una morfologia variada i tractava de respectar i integrar la ciutat antiga de Madrid.
La ciutat de Castro era segregada socialment des del principi, amb el seu barri aristocràtic en l'eix de la Castellana, la zona burgesa en l'actual barri de Salamanca, i barris obrers com Chamberí o el situat al sud del Parc del Retiro. Això s'aconseguia amb tres tipologies de poma diferents:
- Mansanes d'edificacions aïllades en jardins, d'alta qualitat.
- Mansanes d'habitatges en grups de 3 o 4
- Mansanes envoltades totalment d'edificacions, que incloïen un espai tancat per a jardins. Destinades a les classes mitjanes, era el tipus genèric de poma.

Inicialment es va fixar una altura de tres plantes de les edificacions i una ocupació del 50%. No obstant això es va proposar el 1863 augmentar l'altura edificable a baixa més quatre plantes. Finalment es va abusar del sistema, la qual cosa va reforçar el rebuig a la idea de l'eixample.

## Altres eixamples

### Bilbao
Bilbao tenia el problema que el seu terme municipal era minso. El primer projecte d'eixample data de 1801 i va ser plantejat per les autoritats del municipi veí d'Abando. Es va redactar per Silvestre Pérez i va quedar paralitzat per les guerres.
El 1861 va rebre l'autorització de la reina Isabel II per confeccionar un pla d'eixample, que es va encomanar a l'enginyer Amado Lázaro. Aquest projecte abastava 229 hectàrees i va ser rebutjat per les autoritats.
El 1873 es va elaborar un nou pla per l'arquitecte Severino de Achúrcarro i els enginyers de camins Pablo de Alzola i Ernesto de Hoffmeyer. El seu projecte va ser aprovat El 1876 i incloïa una plaça el·líptica com a centre (Plaça Federico Moyúa), travessada per una gran avinguda de 30 metres d'amplària i diversos carrers de menor grandària. Igual que Cerdà proposaven mansanes aixaflanades.
Aquest eixample es va quedar petit i el 1896 l'ajuntament de Bilbao va encarregar Enrique Epalza un projecte per una ampliació, que no va veure la llum però va servir de base per al projecte de Federico de Ugalde que va guanyar el concurs d'idees de 1904 per a l'ampliació de l'eixample. L'eixample bilbaí es va fer al marge esquerre de la ria, sobre el terreny al qual Silvestre Pérez va dissenyar el Port de la Paz.

### Vitòria

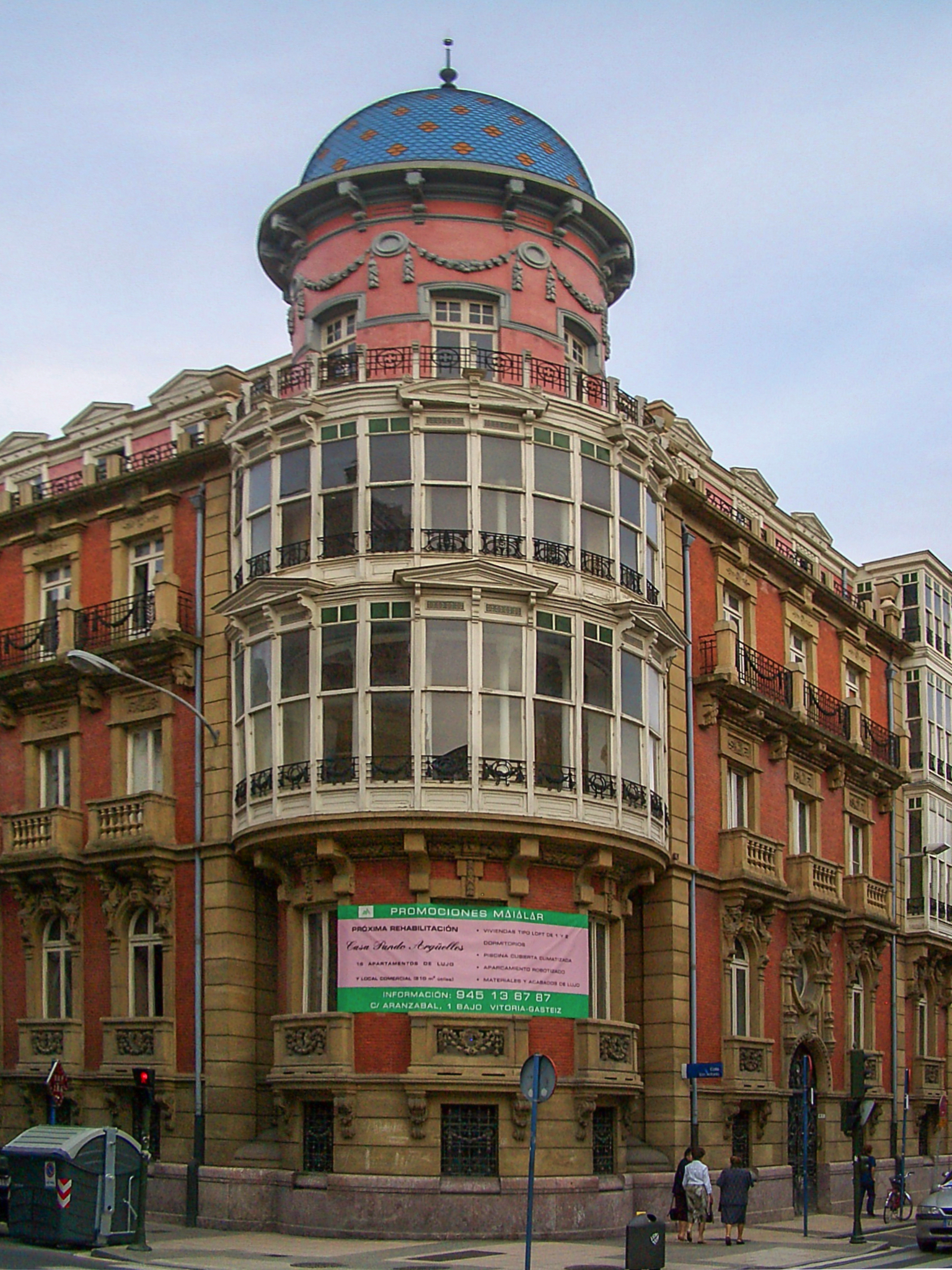
Casa Pando-Argüelles a l'eixample de Vitòria

L'eixample de la ciutat de Vitòria va ser realitzat durant el segle xix, a l'antic espai extra-murs al sud de la ciutat que s'utilitzava per a la celebració de fires i mercats. Es va elaborar després de la construcció de la Plaça d'Espanya o Plaça Nova, que es tracta d'un recinte tancat i quadrat amb portals en arc de mig punt. L'eixample burgès es va desenvolupar entre la plaça i l'estació del ferrocarril. L'eix principal era el carrer d'Eduardo Dato anomenat inicialment carrer de l'Estació. L'arquitectura típica d'aquesta zona es compon d'edificis lluminosos compostos de grans finestrals, elegants balconades i nombrosos miradors.

### Sant Sebastià
També Sant Sebastià va elaborar el seu propi projecte d'eixample El 1854, labor que es va encomanar a l'arquitecte Antonio Cortázar. El seu projecte va estar molt influït pel model de Cerdà. El projecte va començar a construir-se El 1864 i es basava en la prolongació del carrer Major i una sèrie de carrers ortogonals a partir d'aquesta. El projecte diferenciava zones per a les classes benestants, els obrers i els turistes, delimitades per carrers jerarquitzats.

### València
València va derrocar les seves muralles El 1865 i en el seu lloc es va crear una ronda. El primer eixample va ser plantejat El 1858 i va començar El 1877 seguint el projecte formulat pels arquitectes José Calvo, Joaquín María Arnau i Luis Ferreres i també es basava en la quadrícula de Cerdà, amb grans mansanes i cases destinades per a les classes burgeses. Envoltava el nucli antic pel sud. El 1907 es va dur a terme una ampliació.

### Lleó
La Ciutat de Lleó aprova el seu pla d'Eixample El 1904, el qual tenia com a Eix principal la Gran Via de Sant Marcos, la qual confluïa a la Plaça de Santo Domingo. El Carrer Ordoño II unia aquesta plaça amb la de Guzman el Bueno, encarregada de distribuir el tràfic de l'estació de ferrocarril pels carrers de Roma i República Argentina. A partir d'aquests grans eixos es van delimitar pomes de 100m de costat i 1 ha de superfície, solament variades al NE per connectar amb el nucli antic. No obstant això, el traçat va ser variat, amb la creació de carrers diagonals, amb la finalitat de crear més línia de façana que revaloritzessin els immobles. El resultat final va ser la pèrdua del traçat original, l'augment de les interseccions, la desaparició de jardins i perspectives.

### Pamplona

Segon Eixample de Pamplona.

L'Eixample de Pamplona, no es va construir en la mateixa època que moltes altres ciutats espanyoles, doncs es va començar a construir en els anys 20 i es va concloure en els anys 50. De totes maneres, estava inspirat en el Pla Cerdà: està compost per mansanes octogonals aixaflanades. Els carrers són restes, i un gran carrer en diagonal el creua: l'Avinguda de la Baja Navarra.
Durant el segle xix, la població de Pamplona augmenta gaire. Davant la negativa d'enderrocar les muralles, es construeixen noves plantes d'habitatges sobre habitatges antics, és a dir, s'eleva l'altura dels edificis. Amb la Desamortització de Mendizábal, s'aprofiten espais, abans de convents o esglésies per a construir. En la segona meitat del segle xix, Pamplona demana obrir les muralles, per poder créixer, i no seguir vivint en situacions d'insalubritat, i amb necessitats d'habitatge. Les peticions no són acceptades. Finalment, l'Exèrcit després de negociació, accedeix a enderrocar dos dels baluards El 1884, per construir el Primer Eixample, on es construiran les casernes d'infanteria i unes sis mansanes d'edificis per la burgesia, per la qual cosa no es va resoldre el problema per a la majoria de la població. De totes maneres, va ser la primera reforma urbanística destacable en molt temps. Com ja s'ha dit, el problema no s'havia resolt, amb el que se segueix insistint per demolir les muralles, fins que finalment s'accedeix a la primeria del segle xx, demostrat, després de la Primera Guerra Mundial, la inutilitat de les muralles. Part d'aquestes són enderrocades el 1915, i el 29 de novembre de 1920, es va col·locar la primera pedra.
Pamplona, va poder gaudir del seu primer eixample, després de llargues negociacions amb els militars.

### Altres ciutats
D'igual forma, és molt notable l'empremta dels treballs de Cerdà en els eixamples de Terrassa, Sabadell, Cartagena o el de Vilanova i la Geltrú, de Gumá Ferran. Altres arquitectes com Federico Keller van seguir el pla de Cerdà a imatge i semblança per a altres ciutats d'Espanya com Miranda de Ebro entre d'altres.